# Galagosek
Galagosek (Sciurocheirus) – rodzaj ssaków naczelnych z podrodziny Galaginae w obrębie rodziny galagowatych (Galagidae).

## Rozmieszczenie geograficzne
Rodzaj obejmuje gatunki występujące w zachodniej Afryce.

## Morfologia
Długość ciała 16–28 cm, ogona 22–30 cm; masa ciała 200–500 g.

## Systematyka
Rodzaj zdefiniował w 1873 roku angielski zoolog John Edward Gray w artykule poświęconym notatkom na temat lemurów ze zbiorów Muzeum Brytyjskiego, opublikowanym w czasopiśmie Proceedings of the Zoological Society of London. Gatunkiem typowym jest (oznaczenie monotypowe) galagosek zatokowy (S. alleni).

### Etymologia
Sciurocheirus: rodzaj Sciurus Linnaeus, 1758 (wiewiórka); gr. χειρ kheir, χειρος kheiros ‘ręka’.

### Podział systematyczny
Do rodzaju należą następujące gatunki:
| Grafika | Gatunek                   | Autor i rok opisu       | Nazwa zwyczajowa     | Podgatunki         | Rozmieszczenie geograficzne | Podstawowe wymiary                      | Status IUCN |
| ------- | ------------------------- | ----------------------- | -------------------- | ------------------ | --- | --------------------------------------- | ----------- |
|         | Sciurocheirus alleni      | (G.R. Waterhouse, 1838) | galagosek zatokowy   | 2 podgatunki       | wyspa Bioko (Gwinea Równikowa), obszary leśne między rzekami Niger (południowo-wschodnia Nigeria) a Sanaga (północno-zachodni Kamerun), być może Wybrzeże Kości Słoniowej | DC: 17–28 cm DO: 22–30 cm MC: 200–410 g | NT          |
|         | Sciurocheirus gabonensis  | (J.E. Gray, 1863)       | galagosek gaboński   | gatunek monotypowy | rzeka Sanaga (zachodni Kamerun) do Gwinei Równikowej, południowo-zachodniej Republiki Środkowoafrykańskiej, Konga i Gabonu (na południe od rzeki Ogowe), na wschód prawdopodobnie do rzek Kongo i Ubangi; być może Demokratyczna Republika Konga i Angola; zakres wysokości: do 800 m n.p.m. | DC: 16–24 cm DO: 23–30 cm MC: 200–500 g | LC          |
|         | Sciurocheirus makandensis | Ambrose, 2013           | galagosek wiewiórczy | gatunek monotypowy | endemit Gabonu (znany tylko z miejsca typowego w Makendé (środkowa część Gabonu)) | brak danych                             | DD          |

Kategorie IUCN:  LC  – gatunek najmniejszej troski,  NT  – gatunek bliski zagrożenia,  DD  – gatunki o nieokreślonym stopniu zagrożenia.